# Șarpele (nuvelă)
„Șarpele” este o nuvelă fantastică scrisă de Mircea Eliade și publicată pentru prima oară în anul 1937 de către Editura Naționala S. Ciornei din București. Nuvela relatează o practică magică autohtonă prin care un tânăr misterios cu numele Andronic (simbol al bărbăției) cheamă reptilele și le face să-i asculte poruncile, operațiune cu substrat erotic care tulbură femeile dintr-un grup de excursioniști de la o mănăstire. Autorul o considera ca fiind cea mai bună scriere fantastică a sa.
Specia literară a scrierii este disputată de critici. Astfel, „Șarpele” este considerat de unii critici ca roman (așa cum fusese subintitulat în prima ediție publicată), în timp ce alții îl consideră nuvelă.

## Rezumat

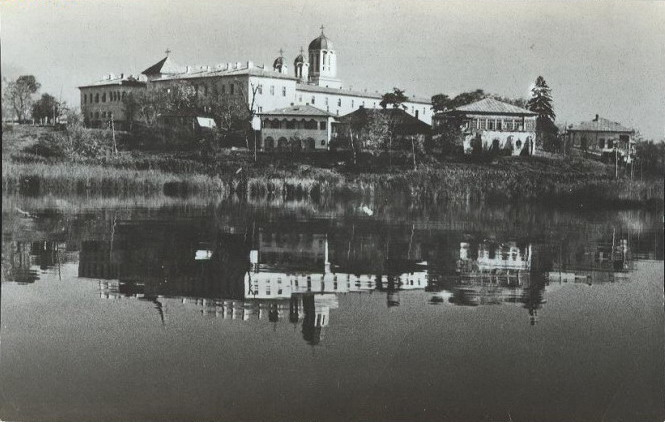
Mănăstirea Căldărușani aflată pe malul lacului omonim, locul unde se petrece acțiunea nuvelei.

Într-o după-amiază toridă de primăvară (prin luna mai), soții Solomon (Jorj și Aglaia) organizează o petrecere cu mai mulți invitați la casa lor din Fierbinți, un sat aflat la 30 km de București. Scopul nemărturisit al petrecerii este de a-i găsi Dorinei, sora mai mică a Aglaiei ce tocmai își finalizase studiile universitare, un viitor soț cu o situație materială bună. Logodnicul potențial este căpitanul Manuilă, care a venit însoțit de un prieten, inginerul agronom Stamate. Ceilalți invitați sunt rude ale familiei Solomon: Liza și soțul ei, Stere, și mai tinerii Vladimir și Riri.
Grupul pleacă după masa de seară la mănăstirea Căldărușani aflată pe malul unui lac și în apropierea unei păduri. Una din cele două mașini este oprită pe drum, aproape de marginea pădurii, de tânărul Sergiu Andronic, care afirmă că a adormit în pădure și s-a rătăcit de grupul său, rugându-i pe excursioniști să-l ia cu ei la mănăstire. El este acceptat curând ca membru al grupului și devine un fel de ghid neoficial. Tânărul le povestește o întâmplare misterioasă petrecută pe lac cu vreo doi ani în urmă, în care un prieten s-a înecat după ce barca lor a fost trasă la fund de parcă ar fi fost fermecată. Mergând spre pădure, Andronic îi atrage într-un joc cu gajuri în care o parte dintre personaje trăiesc tentațiile erotice reprimate în timpul zilei, dar amplificate de misterul nopții.
Reîntorși la arhondaric, femeile pregătesc masa, în timp ce bărbații coboară în pivnița mănăstirii pentru a cumpăra vin. Andronic povestește acolo istoria nemaiștiută de nimeni a morții fecioarei Arghira, fiica bătrânului boier Moruzi care fusese răpită și închisă în pivniță cu mai mult de un secol în urmă, până ce a murit. „Eu cunosc toate zidurile astea, ca și cum aș fi stat aici de la începutul începuturilor... (...) Mie nu mi se pare că am trăit odată, demult, o altă viață. Eu simt că am trăit aici, încontinuu, de la începutul mănăstirii...”, li se confesează el.
După ospăț, Andronic îi anunță tulburat pe meseni că un șarpe se află prin apropiere și se oferă să-l alunge. El cheamă șarpele și rostește o vrajă străveche prin care îi poruncește să plece spre insula din mijlocul lacului care străjuiește mănăstirea. Vilegiaturiștii sunt cufundați într-o somnolență hipnotică, iar femeile din grup (plus adolescentul Vladimir) trăiesc halucinații cu substrat erotic care continuă apoi, după culcare, în vise extatice în care Andronic apare ca un om-șarpe, născut din identificarea bărbatului cu reptila.
Dorina află din visul ei că Andronic este bărbat numai de la apusul până la răsăritul soarelui, iar el a ales-o ca să-i fie mireasă. Trezindu-se din somn, ea pornește în plină noapte către lac și vâslește până la insula din mijlocul său. Dorina și Andronic se întâlnesc acolo și asistă la răsăritul soarelui, adormind îmbrățișați ca doi iubiți.

## Structură
Nuvela este împărțită în 15 capitole numerotate cu cifre arabe și fără titluri.

## Personaje
- Sergiu Andronic — sportiv tânăr și pasionat, elev aviator, dezinvolt și misterios
- Jorj Solomon — proprietarul casei din Fierbinți
- Aglaia (Aglo) Solomon — soția lui Jorj, o femeie plictisită de căsnicia sa
- Dorina — sora mai mică a Aglaiei, proaspăt absolventă de facultate
- Stere — funcționar superior, o persoană cu preocupări prozaice
- Liza — soția lui Stere, mai tânără cu nouă ani decât soțul ei, femeie sentimentală și nefericită în căsnicie. A locuit timp de doi ani la Paris.
- Manuilă — căpitan, un bărbat cult, dar timid
- Stamate — inginer agronom în vârstă de 33 de ani, prieten al căpitanului Manuilă
- Riri Săveanu — verișoara lui Jorj Solomon și prietenă a Aglaiei
- Vladimir Săveanu — fratele Ririei, în vârstă de 19 ani, student la Facultatea de Litere
- doamna Zamfirescu, soțul, cumnatul și fiica ei — cunoștințe bucureștene ale familiei Solomon aflate în excursie la mănăstire
- un călugăr pivnicer

## Scrierea și publicarea nuvelei